# Мангишлак
Мангишлак (Мангистау) (на казахски: Маңғыстау; на руски: Мангышлак) е полуостров на източния бряг на Каспийско море, в Мангистауска област на Казахстан. Вдава се на около 210 km във водите на Каспийско море, между заливите Мъртав Култук и Комсомолец на северизток, Мангишлакски на северозапад и Казахски на юг. Ширина до 270 km.
Основната част от полуострова представлява възвишението Каратау (Мангишлак) издигащо се в централната му част, с максимална височина връх Бесшоки 556 m. Негово западно продължение съставлява полуостров Тюп Караган. Южно от възвишението Каратау е разположено безводното плато Мангишлак с дълбоките и безотточни солончакови падини по края – Карагие (-132 m) и Каунди (-57 m). Северната част на полуостров Мангишлак образува полуостров Бузачи, зает от ниска акумулативна, солончакова равнина. Повсеместно на полуострова господстват глинести, пелинови, солончакови и на места пясъчни и каменисти пустини. Разработват се големи находища на нефт и газ. На полуостров Мангишлак са разположени градовете Форт Шевченко и Нови Узен и административния център на Мангистауска област град Актау.